# The Punisher: No Mercy
The Punisher: No Mercy est un jeu vidéo de tir à la première personne développé par Zen Studios et édité par Sony Computer Entertainment, sorti en 2009 sur PlayStation 3.